# Criónica

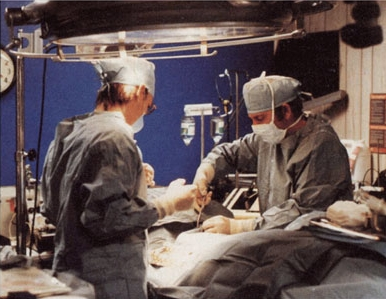
Los técnicos preparan un cuerpo para la criopreservación en 1985.

La criónica (del griego κρύος [kryos] que significa "frío", "helado", "gélido") o criogenización es la preservación de seres vivos a bajas temperaturas (criopreservación), cuando la medicina actual ya no puede hacer nada por ellos. Así, estas personas se conservarán hasta que haya nuevas formas de tratarlos médicamente y revivirlos. 
Comúnmente se confunde con varios términos como criobiología, criogenia y criopreservación. La criobiología es una rama de la biología que estudia los efectos que producen las bajas temperaturas en los organismos vivos, por lo que las investigaciones realizadas en este campo representan la base biológica de la criónica. La base física se establece por la criogenia, el conjunto de técnicas empleadas para la obtención de temperaturas iguales o inferiores a la ebullición del nitrógeno; es decir, la relación se limita a la dada por la tecnología usada. Los dos campos anteriores modelan las premisas indispensables de la criónica: la criopreservación, que se refiere al proceso por el cual los tejidos u organismos son congelados; y el desarrollo tecnológico en reparación y descongelamiento.
La criónica es vista con escepticismo dentro de la comunidad científica y no forma parte oficial de la medicina. No se sabe si será posible revivir a un cadáver humano criopreservado. La criónica depende de la creencia de que un cuerpo congelado no ha sufrido la muerte teórica de la información (es decir, destrucción del tejido cerebral humano (o cualquier estructura capaz de constituir a la persona) y de la información contenida en él de forma tan extensa, que la recuperación de la personalidad original se vuelve teóricamente imposible por cualquier medio físico). Tales creencias son consideradas especulativas por parte de la ciencia.
Actualmente, la criopreservación de personas o grandes animales no es reversible; no sucede así con organismos inferiores, llegándose inclusive a demostrar la persistencia de la memoria en el Caenorhabditis elegans como modelo experimental. Otros animales como las ranas pueden sobrevivir durante algunos meses en un estado parcialmente congelado con ciclos sucesivos de congelación-descongelación. Por ejemplo, Lithobates sylvaticus, la rana de la madera puede sobrevivir en condiciones naturales durante 7 meses a temperaturas inferiores a –18 °C. Hyla japonica, la rana arbórea japonesa (antes llamada rana de la madera), es considerada la especia anfibia más resistente al frío, llegando a soportar temperaturas máximas de –30 °C a -35 °C durante cuatro meses.
A pesar de los avances que se han desarrollado, la criónica es un tema tratado con escepticismo por determinadas partes de la comunidad científica, tachándola de pseudociencia. Las críticas sostienen que la práctica actual tiene limitaciones debido a la tecnología; sin embargo, los crionicistas responden que la demostración de la reversibilidad de la preservación no es necesaria para alcanzar el objetivo actual de la criónica, que es la preservación del cerebro, suficiente para prevenir la muerte teórica de información hasta que sea posible repararla en el futuro. Entre los crionicistas se encuentran científicos de diversas disciplinas como la biología, la ética, la teología, la física, la nanotecnología, la computación y la neurociencia. El apoyo se basa en proyecciones de tecnología futura, especialmente de nanotecnología molecular y de nanomedicina; se espera que en algunas décadas o siglos sean posibles la reparación y regeneración a nivel molecular de los órganos y tejidos dañados.
De acuerdo a la ley, las prácticas criónicas solo se puede efectuar después de la muerte legal del paciente, dictamen que habitualmente suele basarse en el paro cardíaco (solo en contadas ocasiones se basa en mediciones de actividad cerebral).
En 2018 se desarrolla un nuevo proceso, la vitrifixation o aldehyde-Stabilized cryopreservation, pero según los expertos falta el mantenimiento del umbral de excitabilidad de las sinapsis. En 2023 la urgencia es pues orientar las investigaciones hacia la conservación del umbral de excitabilidad de las sinapsis durante la vitrifixation.

## Fundamentos
La criónica se basa en la preservación de las células y tejidos del paciente, a través de procedimientos que tratan de evitar cualquier mínimo daño; sin embargo, en la actualidad todavía los procesos conllevan a lesiones que no son reversibles con la tecnología presente, de ahí que será necesario un desarrollo y mejoramiento conjunto de los métodos y tecnologías usadas.

### Teoría
Aunque en la práctica aún no es posible la reversibilidad de la criopreservación en seres humanos, los crionicistas argumentan que teóricamente es posible. La compresión de la estructura y función celular, y cómo esta es afectada por el entorno, son indispensables para ello. Así mismo, los avances en nanotecnología podrían ser usados para reparar los daños producidos por el congelamiento y para la adecuada descongelación. 

#### Aspectos biológicos
La criopreservación tiene como objetivo el mantenimiento de la viabilidad y función celular a bajas temperaturas, por lo general, entre –133 °C a –196 °C (Punto de ebullición del nitrógeno). Estas técnicas se han usado para la conservación biológica de células madre, embriones, espermatozoides, óvulos entre otras células desde hace varias décadas. La dificultad no es la conservación a bajas temperaturas, ya que no existe fenómenos de difusión o térmicos que deriven en reacciones perjudiciales; sino, más bien, se encuentra en los procesos de congelación-descongelación. La membrana celular es una de las principales estructuras afectada debido al congelamiento. Su estructura está representada por una bicapa lipídica, que sufre una transición líquido-sólido al disminuir la temperatura, volviéndola extremadamente frágil. Los lisosomas también pueden verse afectados por las temperaturas, y en consecuencia contribuir a la inestabilidad de la célula que puede finalizar en la apoptosis. A pesar de que se han definido protocolos específicos para la conservación del material biológico son, en su mayoría, subóptimos; las características que determinan el destino de la célula son sus propiedades físico-químicas, tipo y estadio. Existen varios métodos de criopreservación: congelación lenta-descongelación lenta, congelación lenta-descongelación rápida, congelación ultrarrápida, vitrificación. En el caso de la criónica la vitrificación es el proceso usado más comúnmente, en el que se evita la formación de hielo debido al uso de crioprotectores, como el glicerol. Se preservan los tejidos en estado vítreo en lugar de en estado congelado. Las moléculas se acercan e inmovilizan, organizadas primitivamente en forma líquida, a una transición sólido-líquido por debajo de la temperatura de transición vítrea.
Algunos criobiólogos critican de manera acérrima a los crionicistas mencionado que el hielo que se forma durante el congelamiento producen daños en las células y en las estructuras celulares hasta el punto de hacer que cualquier reparación futura sea imposible; sin embargo, gracias a la vitrificación se puede inhibir la formación de cristales de hielo. Esta objeción se había venido discutiendo desde el cambio de milenio, cuando los criobiólogos Greg Fahy y Brian Wowk, del Twenty-First Century Medicine, desarrollaron grandes mejoras en la tecnología de la criopreservación, incluyendo nuevos crioprotectores y nuevas combinaciones, mejorando notablemente la viabilidad de la vitrificación y dando como resultado la práctica eliminación de la formación de cristales de hielo en el cerebro. La Alcor Life Extension Foundation ha estado investigando el uso de estos crioprotectores junto con un nuevo método de enfriamiento más rápido para la vitrificación de cerebros humanos (neurovitrificación). Para la vitrificación el Cryonics Institute (CI), utiliza una solución desarrollada por su criobiólogo el Dr. Yuri Pichugin; también han desarrollado cápsulas de enfriamiento controladas por ordenador que aseguran un enfriamiento rápido por encima de la Tg (temperatura de transición vítrea) y lento por debajo de la Tg (para reducir las fracturas debidas a la tensión térmica).
Las soluciones que se usan actualmente han permitido vitrificar cerebros y recuperarlos térmicamente sin daños por cristales de hielo. No obstante, si la circulación cerebral se encuentra comprometida los crioprotectores no podrán llegar a las todas las áreas cerebrales lo que dificultará la recuperación posterior; se ha propuesto que en el futuro estos daños podrían ser reparados tecnológicamente o que la administración de una mayor concentración de crioprotectores podría ser una solución, pero esto último no se muestra posible debido al efecto tóxico de los mismos.

##### Obstáculos
Los principales daños que se producen a nivel celular son los siguientes:
- Lesión por isquemia. Es el primer daño que se produce, se debe a la disminución del riego sanguíneo con la consecuente disminución del oxígeno disponible a nivel celular (hipoxia). Las consecuencias de ello son disminución de la fosforilación oxidativa, y por ende de la producción del ATP; generación de especies reactivas de oxígeno y otros radicales libres; aumento de la producción de productos proinflamatorios y reducción de otras sustancias, como la óxido nítrico sintasa constitutiva y la trombomodulina.[25] Una lesión isquémica durante el desarrollo del sistema nervioso puede conducir a alteraciones en la organización cerebral y la mielinización.[26]
- Daño osmótico, choque y lesión por frío. Estas formas de daño son debidas al congelamiento.[27] El daño o shock osmótico es el resultado del rápido cambio en las concentraciones de solutos intracelulares, lo que puede conducir a la muerte celular si no se corrige a tiempo. El choque o shock y lesión por frío son términos sobre los cuales existe confusión debido, sobre todo, a la falta de esclarecimiento de los mecanismos subyacentes. El choque por frío hace referencia a la disminución de la viabilidad celular, por una disminución rápida o grande en la temperatura; afecta la conformación de las proteínas y de los ácidos nucleicos, pero su mayor efecto es en la membrana celular. La susceptibilidad depende de la especie y del contenido de colesterol y la relación de ácidos grasos polinsaturados/saturados; observándose una mayor resistencia en espermatozoides humanos en comparación con mamíferos ungulados, y al aumentar el porcentaje del colesterol.[28] La lesión por frío, en cambio, se refiere al daño producido por temperaturas críticas menores a las cuales las células funcionan normalmente.[27]
- Crioprotectores: toxicidad específica y no específica. A pesar de que los crioprotectores se han usado para evitar la formación de hielo, estos son tóxicos cuando se usan en grandes concentraciones o determinadas circunstancias. La toxicidad se puede dividir en específica y no específica. La primera, aparentemente, puede deberse a la deshidratación; mientras que la segunda se debe a daños en la membrana celular, especialmente cuando se usan a altas temperaturas.[27]
- Lesión por reperfusión. Si una célula se encuentra en un estado de isquemia prolongado, y se restaura posteriormente el flujo sanguíneo, el daño que se ha producido hasta ese momento paradójicamente aumentará. Aunque los mecanismos no se conocen de manera exacta, se han propuesto algunas hipótesis como el estrés oxidativo, la inflamación, la activación del sistema del complemento o la sobrecarga de calcio intracelular.[29]

#### Aspectos físicos
El proceso de convección de la energía térmica es descrito por la ley de enfriamiento de Newton a través de la siguiente fórmula:
{\displaystyle hA(Ts-Tf)}
en donde, {\displaystyle h}, es una variable dependiente de la velocidad del movimiento del fluido y la capacidad y conductividad térmica del medio; {\displaystyle A}, es la superficie del sólido; {\displaystyle Ts}, es la temperatura inicial; y {\displaystyle Tf}, es la temperatura final.
Las velocidades de las reacciones químicas son proporcionales a la temperatura; por lo que si aumenta la temperatura, la velocidad de las reacciones químicas también aumentará, si la temperatura disminuye sucederá lo mismo con las velocidades. Está relación es descrita por la ecuación de Arrhenius:
{\displaystyle k(T)=A\times e^{\left(-{\frac {Ea}{RT}}\right)}}
en donde: {\displaystyle k(T)}, es la constante cinética (dependiente de la temperatura); {\displaystyle A}, es el factor de frecuencia, indicador del número de colisiones moleculares; {\displaystyle Ea}: es la energía de activación; {\displaystyle R}:, es la constante universal de los gases; y {\displaystyle T}, es la temperatura absoluta expresada en kelvins (K).

### Práctica
Los procedimientos criónicos deben de llevarse de manera rápida para evitar los daños isquémicos, inclusive se han implementado pre-tratamientos con el objetivo de reducir las lesiones. Por ejemplo, la administración de alfa y gama tocoferol de vitamina E reduce la peroxidación; también, se ha recomendado el uso de aceites de pescado, en especial el del salmón. Sin embargo, son pocas las ocasiones en las que se puede instaurar este protocolo.
En general, si un paciente está asociado a una organización criónica, una vez que se declara su muerte legal los procesos criónicos comenzarán. En primer lugar, se puede administrar una serie de medicamentos y drogas para la sedación, reducción del metabolismo, anticoagulación, tampones o buffers. Como sedante es usado propofol, lo que evita que durante el soporte cardiopulmonar (SCP) se presente una reanimación. Los anticoagulantes más comúnmente usados son la heparina y la estreptoquinasa, con propiedades fibrinolíticas. Después, se procede a realizar el denominado soporte cardiopulmonar, en contraposición con la reanimación cardiopulmonar (RCP), ya que el fin es solo de mantener la circulación sanguínea. Mientras se realiza esta maniobra se reduce la temperatura a unos -10 °C, y se procede a la administración de los crioprotectores para la vitrificación. Finalmente la temperatura puede ser descendida hasta -196 °C o, en algunas ocasiones, -130 °C para luego ser almacenados en recipientes especiales.
Existen empresas que se dedican a la adecuada preservación de los pacientes como Suspended Animation, compañía de Florida especializada en investigación e implementación de los procedimientos óptimos para minimizar los daños que trabaja conjuntamente con Alcor Life Extension Fundation y Cryonics Institute.[cita requerida]

#### Criopreservación de cuerpo entero
La criopreservación se puede realizar de dos formas distintas. La preservación del cuerpo entero, en donde el paciente es vitrificado de forma completa; o la neuropreservación, que solo conserva el cerebro. Ambos métodos tiene ventajas y desventajas. En el caso de la neuropreservación suele ser bastante demandada debido al bajo precio, a una mayor facilidad de transporte, y una hipotética mayor perfusión con crioprotectores. Sin embargo, se ha indicado que el la crioconservación completa es más adecuada para los fines de la criónica. Un argumento abstracto de Ralph Merkle, indica esta ventaja :
|                                   | Neuropreservación suficiente | Neuropreservación insuficiente |
| --------------------------------- | ---------------------------- | ------------------------------ |
| Criopreservación de cuerpo entero | Supervivencia completa       | Supervivencia completa         |
| Neuropreservación                 | Supervivencia completa       | Supervivencia incompleta       |

Se indica que la información contenida en el cerebro y el ADN podría ser insuficiente para la regeneración de un nuevo cuerpo, debido a los factores epigenéticos. También, que en caso de pérdida de la memoria el cuerpo podría funcionar como un respaldo que permitiera recuperar recuerdos parciales. Argumentos adicionales manifiestan que mejoraría el nivel de aceptación de amigos y familiares, evitaría la generación de noticias sensacionalistas, podrían convertirse a neuropacientes en caso de falta de financiamiento, y a medida que se los métodos se aproximan a la animación suspendida la crioconservación de cuerpo entero será el proceso de elección. 

#### Neuropreservación
La neuropreservación es la criopreservación del cerebro, habitualmente dentro de la cabeza, y separada quirúrgicamente del resto del cuerpo. Está motivada por la citada corriente de pensamiento de que el cerebro es el depósito principal de la memoria y la identidad personal. Pero, aunque por ejemplo, las víctimas de daños en la médula espinal, los pacientes trasplantados y los amputados parecen mantener su identidad personal, esto no aseguraría aquello. También está motivada por la creencia de que la inversión de cualquier tipo de preservación criónica es tan sumamente compleja que cualquier tecnología futura que sea capaz de ello también será capaz de regenerar tejidos, incluyendo la regeneración de un nuevo cuerpo alrededor del cerebro reparado, deshaciéndose del cuerpo original y regenerar uno nuevo por el mal estado en que se encontrarán los tejidos debido al proceso de preservación. Por otra parte, aunque los medios de comunicación digan en ocasiones que se espera que la clonación sea capaz de generar cuerpos nuevos, los expertos en criónica la descartan por ser una tecnología primitiva que devendrá obsoleta mucho antes de que sea posible cualquier tipo de reanimación; además, de que solo produce aproximaciones estructurales, mientras que el psiquismo implica numerosos aspectos irreducibles a estructuras. De forma similar, aunque el neurocirujano Robert J. White demostró que los trasplantes de cuerpo eran posibles en primates, el trasplante se descartaría en favor de la regeneración de tejidos como método más elegante para tratar la neuropreservación y otro tipo de traumas en el futuro. Estas consideraciones, junto con costes más bajos, la facilidad de traslado en emergencias, y la importancia que se le ha dado a la calidad de la preservación de cerebro, han hecho que muchos crionicistas opten por la neuropreservación; llegando alrededor de tres cuartas partes de los pacientes de Alcor Life Extension Fundation ser neuropreservados. Los detractores de la neuropreservación apuntan que el cuerpo es un registro de experiencia vital e incluyen el aprendizaje de las habilidades motoras; por lo tanto se cuestiona que un neuropaciente reanimado pueda llegar a ser la misma persona con un cuerpo diferente. En parte por estas razones, así como por una mejora en la imagen, el Cryonics Institute preserva solo cuerpos completos.  

#### Reanimación
Científicos y crionicistas están de acuerdo en que invertir la criopreservación humana no es posible con "tecnología alguna a corto plazo". Aquellos que creen que la reanimación puede ser posible algún día generalmente ven como tecnologías clave la bioingeniería avanzada, la nanotecnología molecular o la nanomedicina. La reanimación requiere la reparación de los daños producidos por la falta de oxígeno, la toxicidad de los crioprotectores, la tensión térmica (fracturas) y la congelación de tejidos que no se hayan vitrificado satisfactoriamente. En muchos casos será necesaria una regeneración exhaustiva de tejidos. La perspectiva difundida por la firma Alcor acerca de una hipotética reanimación prevé que las reparaciones las realizarán una cantidad inmensa de organismos o dispositivos microscópicos. Estos dispositivos restablecerían de forma saludable la estructura celular y química a nivel molecular, preferiblemente antes de la recuperación térmica. Más radicalmente, también se ha sugerido como una posible aproximación a la reanimación la transferencia mental, en caso de que la tecnología llegue algún día a desarrollar la forma de escanear los contenidos de la memoria de un cerebro preservado.
Se suele decir que la reanimación criónica será un proceso “last-in-first-out” (los últimos serán los primeros, o LIFO por sus siglas en inglés). Desde este punto de vista, los métodos de preservación irán mejorando paulatinamente hasta que se demuestre que son reversibles, después de lo cual la medicina empezará a recuperar y reanimar a los pacientes criopreservados por métodos más primitivos. La reanimación de personas criopreservadas por la combinación actual de neurovitrificación y congelación (técnicamente no hay "congelación" por la acción de los crioprotectores que inhiben la formación de hielo) puede llevar siglos, si es que llegase a ser posible. Los expertos declaran que si las tecnologías para el análisis molecular general y la reparación llegan a desarrollarse entonces teóricamente cualquier cuerpo dañado podría ser reanimado. La supervivencia dependería entonces de si la información del cerebro conservado es suficiente para permitir la restauración de la totalidad o parte de la identidad personal de la persona original, siendo la amnesia la línea divisoria definitiva entre el éxito y el fracaso.

## Historia

### Primeras ideas

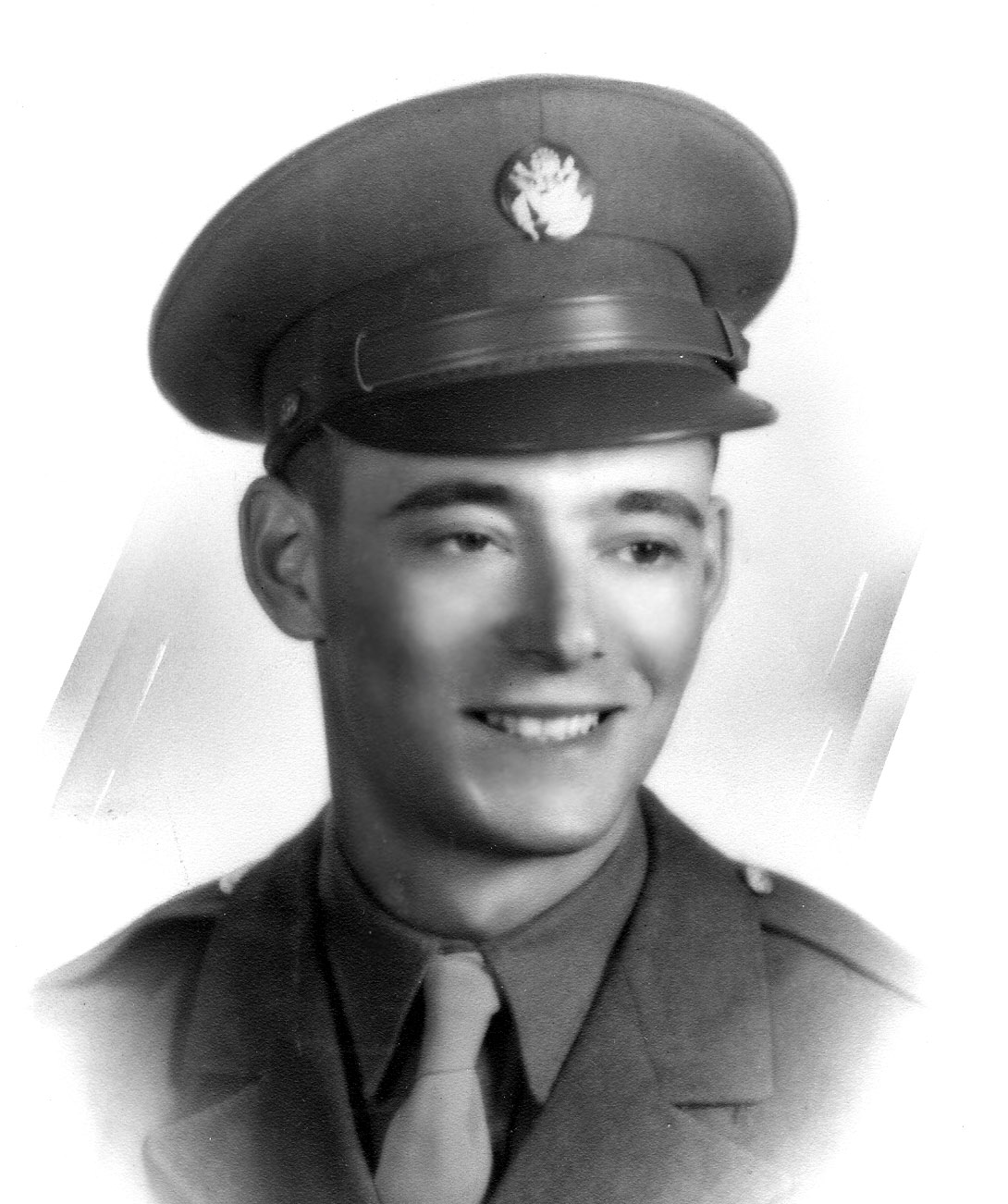
Robert Ettinger, físico y matemático estadounidense publicó las primeras ideas en el campo de la criónica.

En 1773, Benjamin Franklin insinuó en una carta que podría ser posible conservar la vida humana en estado suspendido durante siglos. Sin embargo, la era moderna de la criónica no surgió hasta 1962 cuando el profesor de física Robert Ettinger de la Universidad de Míchigan, propuso en un libro que él mismo financió, The Prospect of Inmortality, que la congelación de personas sería un modo de llegar hasta futuras tecnologías médicas. Aunque congelar a una persona parezca mortal, Ettinger alega que lo que hoy puede parecer mortal, mañana puede ser reversible. Aplica el mismo argumento al proceso mismo de morir, diciendo que los primeros estadios de la muerte clínica pueden ser reversibles en el futuro. Combinando estas dos ideas, sugirió que la congelación de personas recientemente fallecidas podría ser un modo de salvar vidas. Un poco antes de que Ettinger terminara su libro, Evan Cooper (con el seudónimo de Nathan Duhring) financió la publicación de su libro Inmortality: Physically, Scientifically, Now que sugería la misma idea de forma independiente. Cooper fundó la Life Extension Society en 1965 para promover la congelación de personas. A Ettinger se le consideró el padre de la criónica, quizás porque su libro fue reeditado por Doubleday en 1964 con las recomendaciones de Isaac Asimov y Fred Pohl, recibiendo así más publicidad. Ettinger también se mantuvo con el movimiento durante mucho tiempo. Sin embargo, el historiador especialista en criónica R. Michael Perry ha escrito de Evan Cooper que "merece el mayor reconocimiento por crear un movimiento criónico organizado".
La palabra actual “criónica” (cryonics en inglés) fue inventada por Karl Werner en 1965 junto con Curtis Henderson y Saul Kent cuando estos últimos fundaron la Cryonics Society de Nueva York (CSNY). A esto siguieron la fundación de la Cryonics Society of Michigan (CSM) y de la Cryonics Society of California (CSC) en 1966 y, en 1969, se fundó la Bay Area Cryonics Society (BACS) a la que se le cambió el nombre en 1985 por el de American Cryonics Society o ACS. La CSM finalmente se convirtió en la Inmortalist Society, una sociedad sin ánimo de lucro y afiliada al Cryonics Institute, que es una organización que ofrece servicios criónicos fundada por Robert Ettinger en 1976 y que ahora es la segunda a nivel mundial.

### SigloXX
A principios de los años setenta del siglo pasado la Cryonics Society of Michigan poseía una ambulancia con los suministros y la equipamiento necesario para los pacientes criónicos que incluía un “Iron Heart” de la Westinghouse que usaba un cilindro para suministrar oxígeno e impulsar un pistón que presiona el esternón con una fuerza y frecuencia ajustable, para obligar al corazón a bombear sangre. Actualmente el Cryonics Institute emplea un modelo más avanzado creado por el Michigan Instruments. El suministro de sangre bien oxigenada no solo reduce la velocidad de degeneración, sino que además ayuda a distribuir el anticoagulante, y hace que el proceso de enfriamiento sea más rápido si el paciente o la cabeza están sumergidos en hielo o parcialmente inmersos en un baño con frío circulante como el que el CI está usando.
Aunque hay, al menos, un intento frustrado anterior, generalmente se acepta que la primera persona congelada con intenciones de una próxima resucitación fue el Dr. James Bedford, un profesor de psicología de 73 años que fue congelado de forma rudimentaria por el CSC el 12 de enero de 1967. Este caso se convirtió en portada de una edición limitada del "Life Magazine" antes de que las imprentas se pararan para informar de la muerte de tres astronautas en el incendio del Apollo I. La criónica sufrió un gran revés en 1979 cuando en un cementerio de Chatsworth (California) se descubrieron nueve cuerpos almacenados por la CSC, descongelados por la reducción de fondos. Al parecer algunos de los cuerpos habían sido descongelados hacía años sin haberlo notificado. El director de la CSC fue demandado y la publicidad negativa ralentizó el crecimiento de la criónica durante años. De los diecisiete casos criónicos documentados entre 1967 y 1973, solamente James Bedford permanece criopreservado en la actualidad. Los estrictos controles de financiación y los requisitos adoptados en respuesta al escándalo de Chatsworth han dado como resultado el mantenimiento correcto de prácticamente todos los casos criónicos después de aquello.
En 1972 Fred y Linda Chamberlain fundaron la organización proveedora de servicios criónicos con el nombre de Alcor Society for Solid State Hypothermia (ALCOR). En 1977 se le cambió el nombre por el de Alcor Life Extension Foundation. En 1982 se fusiona con el Institute for Advanced Biological Studies (IABS) fundado por Mike Darwin y Steve Bridge en Indiana. Durante los años ochenta, Darwin y Jerry Leaf, investigador de cirugía cardiotorácica de la UCLA, trabajaría para desarrollar un modelo médico para los procedimientos criónicos. Demostraron que la resucitación cardiopulmonar y la medicación aplicada inmediatamente después de la parada cardiaca seguida de cirugía torácica para acceder a los vasos sanguíneos principales, podría reducir drásticamente los daños isquémicos en los pacientes criónicos. Crearon procedimientos criónicos que actualmente se conocen con el nombre de “standby”, durante los cuales un equipo de estabilización permanece junto a la cama del paciente criónico para iniciar el sistema de respiración artificial tan pronto como sea posible tras la parada cardiaca. Anteriormente, las disposiciones criónicas eran poco más que un depósito de cadáveres en los que, en lugar de crioprotectores químicos, se utilizaba líquido de embalsamar. Por medio de la combinación de las habilidades técnicas y comunicativas de Darwin con las del médico científico Jerry Leaf, esta fusión se ve como la llave que permitió a Alcor atraer a una gran cantidad de entendidos, que finalmente impulsaron a Alcor hasta una posición de liderazgo en el sector.
Los crionicistas recibirían un nuevo impulso cuando el ingeniero del MIT Eric Drexler comenzó a publicar libros y documentos previendo el nuevo campo de la nanotecnología molecular. En su libro Engines of Creation, publlicado en 1986, se incluía un capítulo entero dedicado a las aplicaciones criónicas. Los crionicistas vieron al incipiente campo de la nanotecnología como confirmación de su punto de vista, mantenido durante tanto tiempo, de que la reparación molecular de los tejidos dañados era teóricamente posible. La nanotecnología ha sido también causa de controversia dentro del campo de la criónica, con parte de los crionicistas argumentando que no son necesarios los métodos sofisticados de preservación porque la "nanotecnología es necesaria y suficiente" para que la criónica funcione. Los críticos apuntaron que creer que la nanotecnología es necesaria y suficiente sin tener en cuenta la calidad de la preservación es más creencia que ciencia. La llegada simultánea del modelo criónico de Leaf y Darwin, y del paradigma de la reparación nanotecnológica, creó un cisma en dos escuelas de pensamiento que aún existen en la actualidad. Una de las escuelas tiende a la creencia de que los procedimientos simples y baratos administrados por expertos funerarios son suficientes, mientras que la otra aboga por la viabilidad del mantenimiento y monitorización con los métodos médicos actuales tanto como se pueda, teniendo la reversibilidad de la animación suspendida como objetivo final.
A finales de los años ochenta una maraña de circunstancias favorables, incluyendo el progreso técnico, el apoyo a la nanotecnología y las eficaces comunicaciones, condujeron a un periodo de rápido crecimiento, especialmente para Alcor. Los miembros de Alcor se multiplicaron por diez en una década, con un ritmo de crecimiento del 30% anual entre 1988 y 1992. Sin embargo, la agitación política de 1993 le creó problemas a Alcor cuando un grupo de activistas abandonaron la institución para fundar la CryoCare Foundation, y las compañías afiliadas con fines lucrativos CryoSpan, Inc (dirigida por Paul Wafker) y BioPreservation, Inc. (encabezada por Mike Darwin). Darwin y sus colaboradores llevaron a cabo muchos adelantos técnicos durante este período, incluyendo un estudio que hizo época documentando la alta calidad de la preservación cerebral congelando con altas concentraciones de glicerol. CryoCare Foundation cesó sus operaciones en 1999 cuando fueron incapaces de renovar su contrato de servicios con BrioPreservation, Inc. Los dos pacientes de CryoCare Foundation que estaban almacenados en CryoSpan, Inc fueron trasladados a Alcor, y varios pacientes de la ACS que se encontraban en las instalaciones de CryoSpan, Inc fueron transferidos al CI.
Ha habido numerosas compañías, a menudo fugaces, con ánimo de lucro relacionadas con la criónica. Las compañías comerciales solían estar emparejadas o afiliadas a grupos sin ánimo de lucro a los que servían. Entre éstas se encuentran las ya mencionadas CryoSpan, Inc y BioPreservation, Inc. Además de BioTransport, Inc; Cryonic Interment, Inc (CSC); Cryo-Care Equipment Corporation; Cryo-Span Corporation (CSNY); CryoVita, Inc; Kryos, Inc; KrioRus; Manrise Corporation; Soma, Inc; Suspended Animation, Inc; Trans Time, Inc. Tan solo siguen existiendo KrioRus, Suspended Animation, Inc y Trans Time, Inc; al parecer ninguna de las otras compañías ha sido rentable. El campo de la criónica parece haberse consolidado firmemente en torno a tres grupos no lucrativos: Alcor Life Extension Foundation, Cryonics Institute (CI) y la American Cryonics Society (ACS), cuyos ingresos provienen de legados y donaciones.

### SigloXXI
Una investigación de los años noventa que revelaba con gran detalle los efectos dañinos de la congelación indujo a usar mayores concentraciones de glicerol para prevenir las lesiones por congelación. En 2001 Alcor comenzó a utilizar la vitrificación (una tecnología tomada de la corriente principal en la investigación de la preservación de órganos) en un intento de evitar completamente la formación de hielo durante la preservación en frío. Puesto que en ese momento la tecnología de vitrificación solo se podía aplicar a cerebros, estos eran en ocasiones separados del cuerpo para optimizar la preservación, lo que causó gran confusión pública.  
Cuando en 2002 Alcor criopreservó a la estrella de béisbol Ted Williams, comenzó una disputa familiar sobre el método por el cual quería ser criopreservado el deportista. Tras la publicación de un artículo en Sport Illustrated en junio de 2003 que denunciaba que Alcor había tratado de manera incorrecta a Ted Williams, Alcor tuvo que luchar por su existencia bajo las leyes de Arizona. Como mínimo, Alcor podía haber desmentido el uso de la Uniform Anatomical Gift Act, lo que podría haber perjudicado su capacidad para conseguir el acceso rápido a los pacientes criónicos. A pesar de no ser responsables de Ted Williams, el bombardeo mediático dio como resultado una orden del Estado de Míchigan sobre el Cryonics Institute de “cese y abstención” con una duración de seis meses. Al final el gobierno de Míchigan decidió regular al CI como a un cementerio.
En 2005 Alcor comenzó a aplicar (o a intentarlo) el tratamiento de vitrificación a todo el cuerpo de forma simultánea y sin separar la cabeza del mismo. Ese mismo año, el CI comenzó a utilizar un nuevo procedimiento por el cual la cabeza era vitrificada mientras aún estaba unida al cuerpo, que era congelado sin crioprotectores. Un año después, el CI comenzó a perfundir el cuerpo con glicol de etileno. Actualmente Alcor mantiene en torno a 70 pacientes criónicos en Scottsdale, Arizona; el CI continúa siendo un líder en la industria en términos de membresía y la asequibilidad práctico para todos, tenía 1301 miembros (los pacientes incluidos) en noviembre de 2014 (junto con unos 103 animales) en sus instalaciones de Clinton Township, Míchigan; y la Organización criónica con el mayor número de miembros en la actualidad.
En 2019, Emil Kendziorra y Fernando Azevedo Pinheiro fundaron en Berlín, Alemania, Tomorrow Bio, un nuevo proveedor de criónica. La empresa ofrece servicios de criopreservación humana para toda Europa occidental y sigue en funcionamiento. 

## Servicio en la actualidad
Actualmente la práctica criónica se limita a algunas compañías pioneras en EE. UU. y otra más reciente en Rusia. Los costes de la criónica varían enormemente, oscilando desde los 28 000 dólares por una preservación completa en el CI hasta los 80 000 dólares de la neuropreservación en Alcor (Arizona) o los 150 000 dólares por la preservación completa en Alcor o la ACS. Hasta cierto punto las diferencias en los costes reflejan diferencias en el modo en que cotizan los honorarios por los servicios. Los honorarios del CI no incluyen el "standby", los costes de transporte o los gastos derivados de la funeraria fuera del estado de Míchigan, que ha de valorarse como "extras". Los miembros del CI que desean los servicios de "standby" y transporte profesionales pueden contratarlos con un pago adicional en la Suspended Animation, Inc, compañía situada en Florida.
Mientras que a veces la criónica es sospechosa de resultar extremadamente rentable, los altos costes están adecuadamente documentados. Los costes son comparables a los de la cirugía de trasplantes. El mayor gasto, especialmente para los casos de preservación completa, es el dinero que debe invertirse en generar intereses para pagar en perpetuidad el mantenimiento y conservación del cuerpo. El método de pago más común es un seguro de vida, que cubre los gastos a lo largo de varios años. Los defensores de la criónica se apresuran a señalar que tal seguro es especialmente asequible para la gente joven.[cita requerida] Lógicamente, ese criterio beneficia la rentabilidad de los prestadores del servicio fúnebre que nos ocupa. También se dice que la criónica es "asequible para la inmensa mayoría" de personas que viven en países industrializados y que realmente desean y planifican su criopreservación.[cita requerida]

## Aspectos legales
Se refiere a los procesos que se deben de cumplir para la criopreservación. 

## Filosofía y ética
La criónica considera a la muerte como un proceso que puede detenerse en los minutos, o quizás horas, posteriores a la extinción de la vida. Si la muerte no es un evento que ocurre repentinamente cuando se para el corazón, esto suscita cuestiones filosóficas sobre qué es exactamente la muerte. En 2005 un debate ético que tuvo lugar en el diario médico Critical Care, decía: "… muy pocos o quizás ningún paciente que haya sido declarado muerto por los médicos actuales, está en realidad muerto bajo ningún criterio rigurosamente científico". Thomas Donaldson, defensor de la criónica, ha argumentado que la "muerte" basada en la parada cardíaca o en el fracaso en la reanimación es una interpretación puramente social para justificar el cese de los cuidados en pacientes moribundos. Desde este punto de vista, la muerte legal y sus consecuencias son una forma de eutanasia en la cual se abandona a las personas enfermas. El filósofo Max More propuso una diferenciación entre la muerte asociada a las circunstancias y la intencionalidad, y la muerte absolutamente irreversible. El bioético James Hughes ha escrito acerca de los derechos que corresponderán a los pacientes criónicos a la hora de la reanimación, dado que la recuperación de una persona legalmente muerta tiene precedentes en la aparición de personas desaparecidas.
Las opiniones éticas y teológicas sobre la criónica tienden a girar en torno al asunto de si se ve como entierro o como medicina. Si la criónica es un entierro deben tenerse en consideración las creencias religiosas sobre la muerte y la vida después de la muerte. La resucitación se considera imposible porque el alma se ha ido y, de acuerdo con la mayoría de las religiones, solo Dios puede resucitar a los muertos. Un entierro caro se ve como un desperdicio de recursos. Si la criónica se ve como medicina con la muerte legal como único mecanismo autorizante, entonces la criónica es un largo coma de prognosis incierta. Es la continuación de los cuidados ofrecidos a enfermos cuando otros han abandonado, y un uso legítimo de recursos para mantener la vida humana. Los partidarios se quejan de que el rechazo teológico hacia la criónica por ser un entierro, es un argumento circular ya que denominar “entierro” a la criónica es como decir que no puede funcionar. Creen que los futuros avances técnicos darán validez a su punto de vista, según el cual los pacientes criónicos son recuperables y, por lo tanto, nunca han estado muertos. 
Alcor ha publicado una rotunda defensa cristiana de la criónica,
incluyendo extractos de un sermón del reverendo luterano Kay Glaesner. John Warwick Montgomery, renombrado apologista católico, ha defendido la criónica. En 1969 un sacerdote católico consagró la cápsula criónica de Ann DeBlasio, uno de los primeros pacientes criónicos. 
Incluso si la criónica llegara científicamente a funcionar, existen obstáculos sociales que no garantizarían su éxito. Uno de los más notables radica en la creencia predominante de que la criónica no puede funcionar y de que los cuerpos criopreservados están muertos. Pese a que la medicina actual exige una declaración de muerte legal para poner en práctica la criónica, esta declaración raya en lo inútil. Por costumbre y por ley los cadáveres son objetos, no personas con derechos o protección. Esta eliminación de la humanidad de la persona es un obstáculo cultural al que los vivos no se enfrentan ni siquiera cuando su prognosis es irreversible. Por esta razón los crionicistas llaman a los cuerpos criopreservados “pacientes” y argumentan que moralmente no pueden ser considerados muertos, ni siquiera sabiendo que ese es su estado según las leyes actuales.
Una pregunta relacionada con el tema es por qué la futura sociedad querría hacerse cargo o revivir a gente “muerta”. Los crionicistas apuntan que un subconjunto de la sociedad ya se preocupa por los pacientes criónicos y que lo ha hecho durante décadas. Se asume que, si la resucitación es posible algún día, ese mismo subconjunto de la sociedad (los partidarios, que mantendrían a los pacientes el tiempo suficiente) aplicaría la reanimación a los pacientes. También creen que una sociedad futura, con tecnología lo suficientemente avanzada como para invertir la criopreservación, necesariamente tendrá puntos de vista distintos a los de los primeros crionicistas sobre la vida y la muerte. Generalmente rechazan la idea de que están tratando de “resucitar a los muertos", viendo a la criónica como un procedimiento médico altamente experimental. También se ha sugerido que una sociedad futura puede interesarse por reanimar a los pacientes criónicos por su valor intelectual o histórico, aunque los crionicistas tienden a opinar que la curación y recuperación de pacientes enfermos es un imperativo ético a pesar del valor que puedan tener para la sociedad en general.

## Cultura

### La criónica en la cultura popular

#### En la literatura
En la ciencia ficción se han recreado procedimientos muy parecidos a la criónica para los viajes espaciales, o para trasladar a un personaje al futuro. Además, para llevar a cabo cualquier tarea en aquel nuevo mundo descubierto, el protagonista tenía que hacer frente a la rareza, en el que solo se podía encontrar apenas indicios del anterior. Esta perspectiva de alienación se cita a menudo como razón principal de la falta de popularidad de la criónica.
Relativamente se han publicado pocas novelas que se centren, en el objetivo primario, en la definición de la criónica. Entre las novelas que abrazan esta temática se incluyen los best-seller estadounidenses The First Immortal de James Halperin, The Age of Pussyfoot de Frederik Pohl, Tomorrow and Tomorrow de Charles Sheffield, Chiller de Sterling Blake (alias Gregory Benford), Ralph’s Journey de David Pizer, y Formerly Brandewyne de Jude Liebemann. La novela Fiasco de Stanisław Lem toca el tema de si una persona criopreservada durante siglos que es reanimada y sufre amnesia sigue siendo la misma persona. La novela 77 grados Kelvin de José Luis Peñalver utiliza la criónica como puerta de entrada a un tiempo futuro en donde el protagonista es reanimado. Fue criopreservado con la esperanza de que la cura de su tetraplejia fuera algún día posible, pero se le sometió al proceso en vida: la teoría es que un cuerpo ya fallecido no podrá ser reanimado nunca. Es notable la normalidad con que se ve el proceso de criopreservación en ese tiempo nuevo, donde es médica y socialmente aceptado, y los ciudadanos pueden acudir a ello no solo para escapar de una enfermedad sino por deseo de vivir en otro tiempo. La trilogía de Beth Revis, cuyo primer libro es llamado Despierta "Across the Universe".
Eoin Colfer, en su colección de libros Arteimis Fowl, incluyó un breve periodo de criopreservación para uno de los personajes que había recibido un disparo en el pecho.

#### En las historietas
Una historieta de Neil R. Jones de 1931 titulada The Jameson Satellite tuvo su repercusión por ser considerada la semilla que germinó en la mente de Robert Ettinger la idea de la criónica cuando no era más que un adolescente. El cómic postcyberpunk Transmetropolitan representa "reanimados", personas que han sido reanimadas tras la criopreservación, casi siempre con resultados negativos.
Los cómics también presentan personajes que han pasado por la criónica.
Sr. Frío, un personaje malvado de Batman se mantiene vivo gracias a ella a la vez que se mantiene físicamente activo.
Jean Grey, una superheroína de Uncanny X-Men, ha sido reanimada después de que su cuerpo fuera preservado criónicamente tras un ataque mortal de los Sentinels.

#### En el cine
Entre las películas que presentan a la criónica con fines médicos encontramos la comedia de Woody Allen El dormilón (Sleeper), y otras como Late for dinner y la española Abre los ojos (y su versión estadounidense Vanilla Sky). Una de las más conocidas que presenta a la criónica (y sus errores potenciales) es la película de 1992 Eternamente joven (Forever Young) protagonizada por Mel Gibson. A pesar de no tratar directamente la temática criónica, la película de Ron Howard Cocoon ha sido la mejor considerada por los defensores de la criónica por expresar los valores que la motivan mucho mejor que cualquier otra. En Demolition Man, la criónica se emplea como castigo para los criminales. En la película Demolition Man, el protagonista (interpretado por Sylvester Stallone) también es criopreservado y en el futuro es reanimado para capturar a un delincuente de su siglo. Austin Powers y el Dr. Evil se congelaron durante 30 años en la película Austin Powers: International Man of Mystery.
En el Universo Cinematográfico de Marvel el Capitán América queda congelado en el Ártico durante 70 años, posteriormente Bucky Barnes también fue congelado.
La criónica aparece en El Imperio contraataca de La Guerra de las Galaxias cuando Darth Vader, sus tropas y Boba Fett congelan a Han Solo en carbonita para que Fett pueda entregarlo a Jabba the Hutt.
En la película Soldado universal un grupo de militares son congelados y pasan por un proceso para convertirlos en súper soldados.
La popular leyenda urbana de que Walt Disney fue criopreservado es falsa; fue incinerado y está enterrado en el Forest Lawn Memorial Park Cementery de California, Estados Unidos.
En varias de las películas de Alien (serie fílmica), se puede observar como sus tripulantes colonizadores son criogenizados mientras viajan en la nave, a modo de preservarlos durante la cantidad de años que dura todo el viaje, así como también se puede observar que una de las razas extraterrestres conocida como ingenieros (Alien) también utilizan un dispositivo de criogenización biomecánico, similar al de los humanos. En la película Passengers (película de 2016) se puede observar que los tripulantes de la nave utilizan cápsulas de criogenización durante todo el viaje, y que estos no envejecen mientras se mantienen criogenizados, puesto que deben superar un viaje que dura casi un siglo, también se muestra algunos de los posibles problemas técnicos que podrían sufrir a futuro estas cápsulas de criogenización, así como sus ventajas al tener múltiples procesos de reanimación para despertar a los criogenizados.

#### En la televisión
Para la pequeña pantalla, el productor David E. Kelley escribió representaciones con base real y especialmente precisas de la criónica para series como L.A. Law (temporada de 1990), Picket Fences (temporada de 1994), y Boston Legal (temporada de 2005). En cada caso, había un demandante, enfermo terminal, que pedía ante el juez el derecho a la criopreservación.  
El episodio The Neutral Zone de la primera temporada de Star Trek: La Nueva Generación también presentaba tres personas criopreservadas en una antigua nave espacial. Legalmente habían muerto en el siglo XX pero se volvían viables y recuperables en el siglo XXIV gracias a la tecnología del momento. 
En un episodio de la serie Miami Vice emitido en 1987 y titulado The Big Thaw aparecía un cantante de reggae suspendido cuya esposa quería que se detuviera el proceso de reanimación para poder heredar sus propiedades. 
En el capítulo When We Dead Awaken de la serie SeaQuest DSV aparece la madre del teniente James Brody en un proceso de stasis criónica tras sufrir una infección fatal.
En el Stargate SG-1, SG-1 se congela debido al Hathor Goa'uld en el tercer episodio de la tercera temporada Smalls Victories. 
La criónica también ha sido objeto de bromas en series de animación como Futurama, en la que el protagonista, Philip J. Fry, es criopreservado accidentalmente el 31 de diciembre de 1999 y reanimado el mismo día pero mil años más tarde, en 2999.
En la telenovela brasileña El Tiempo no Para, la familia adinerada Sabino Machado y sus esclavos se quedan congelados en el año de 1886, 132 años después, son rescatados, enfrentándose a la vida moderna.